# Osmia brevicornis
Osmia brevicornis är ett solitärt (icke samhällsbildande) bi i familjen buksamlarbin.

## Utseende
Ett bi med mörk, metallisk grundfärg; hos honan skiftande i blåaktigt, och med gulbrun behåring, hos hanen med ett mera grönaktigt skimmer och rödbrun päls. Honan har dessutom vitaktiga band mellan tergiterna (bakkroppssegmenten). Längden uppgår till mellan 8 och 12 mm.

## Ekologi
Osmia brevicornis föredrar solexponerade habitat som sydsluttningar, trädgårdar, speciellt med fruktträd, samt parker. Den vill ha miljöer med tillgång på storbladiga korsblommiga växter och lämpligt material för bobygge som murket trä i form av döda eller döende träd, gamla träskjul eller gärdsgårdar. I Alperna kan arten gå upp till minst 1 400 m. Flygtiden varar mellan mars eller april och juni för hanen; honan börjar flyga omkring en till två veckor senare, och en månad längre än hanen. Som antytts ovan är arten specialiserad på storbladiga, korsblommiga växter som födokällor.

### Fortplantning
Larvbona konstrueras som långa rör, framför allt i murket trä, m,en även i ihåliga växter som bambu eller strån. Bogången är omkring 5 mm i diameter och kan rymma 8 till 23 ägg som ligger tillsammans i pollenproviant utan några mellanväggar. Rören förslutes med en 5 till 10 mm tjock plugg av söndertuggat växtmaterial.

## Taxonomi
Osmia brevicornis har tre underarter:
- Osmia brevicornis brevicornis (Fabricius, 1798)
- Osmia brevicornis leucogastra Morawitz, 1875
- Osmia brevicornis subcyanea Alfken, 1935[2]

## Utbredning
Arten finns i Syd- och Mellaneuropa från 42° till 55°N. Fynd har även gjorts i angränsande områden i västra Asien.